# Otto von Lonsdorf
Otto von Lonsdorf (auch als „Otto von Lonstorf“ bekannt; * ca. 1200; † 9. oder 10. April 1265 in Passau) war von 1254 bis 1265 Bischof von Passau.

## Leben
Otto war der Sohn des Passauer Ministerialen Heinrich von Lonsdorf und ist vermutlich an der Passauer Domschule ausgebildet worden. Zum ersten Mal urkundlich belegt ist er im Jahr 1240 als Kaplan im Gefolge des Passauer Bischofs Rudiger. Im gleichen Jahr war er vermutlich Pfarrer in Linz. 1242 wurde er in das Domkapitel von Passau aufgenommen. Er hatte Pfründen in Linz und Wartberg an der Krems. Bevor er am 10. Februar 1254 zum Bischof von Passau gewählt wurde, ist er als Archidiakon des Bistums belegt. In seine Amtszeit fallen das Ilzstadtweistum 1256, der gegen Bayern gerichtete Linzer Vertrag vom 23. April 1257 mit König Ottokar II. von Böhmen, die Münzreform von 1260 und der erneute Ausgleich mit Bayern 1262. Für sein Bistumsgebiet bedeutende Verträge waren der Frieden von Ofen (1254) und der Frieden von Wien (1261). Er wurde im Stephansdom in Passau beigesetzt, sein Grab wurde jedoch beim Stadtbrand von 1662 zerstört.

## Codex Lonsdorfianus
Bekannt ist Otto von Lonsdorf vor allem durch das von ihm angelegte Kopialbuch (Codex Lonsdorfianus, im 19. Jahrhundert meist Codex Lonstorfianus geschrieben), das bis ins 15. Jahrhundert fortgeschrieben wurde. Der Codex Lonsdorfianus umfasst Kopien von Urkunden aus der Zeit von 504 bis 1455 und sollte die Rechte und den Besitzstand der Passauer Kirche erfassen und sichern. Das Urkundenbuch überliefert zahlreiche wichtige Quellen zur mittelalterlichen Geschichte auch jenseits der Diözese (u. a. die Raffelstettener Zollordnung). Die Sammlung heißt mit vollem Namen Codex traditionum ecclesice Pataviensis olim Laureacensis tertius ab episcopo Ottone de Lonsdorf concinnatus und wird im Bayerischen Hauptstaatsarchiv in München unter dem Titel Hochstift Passau Inneres Archiv 5 aufbewahrt.
Auswahl der im Codex Lonsdorfianus erfassten Dokumente:
- Gründungsurkunde des Stiftes Kremsmünster von 777.
- Confirmatio Ludovici Pii von 823/985.
- Raffelstettener Zollordnung von 903/905.

## Rezeption
Abt Hermann von Niederaltaich setzte in seinen Annales Althaensis seinem Freund und Zeitgenossen das älteste Denkmal. Daran schließen die mittelalterlichen Chroniken des Wolfgang Marius von Aldersbach und Thomas Ebendorfer von Haselbach an. Im 16. Jahrhundert befassten sich Johannes Aventinus, Kaspar Brusch und Lorenz Hochwart von Tirschenreuth mit dem Werk von Otto von Lonsdorf. Seine Sammlungen sind wichtige Quellen für das Oberösterreichische Urkundenbuch ebenso wie für die Passauer Geschichtsschreibung.